# Trascastro (Peranzanes)
Trascastro (Trescastru en la variedad fornela del asturleonés) es una localidad del municipio de Peranzanes,y uno de los siete pueblos que conforman El Valle de Fornela, un Valle de origen glaciar situado en la comarca de El Bierzo, dentro de la Reserva Nacional de la Sierra de Los Ancares, al norte de la provincia de Castilla y León y limítrofe con Asturias y Galicia. El eje principal del valle es el río Cúa, que lo recorre de norte a sur encajado entre altas montañas que llegan a alcanzar los 2000 m de altitud.

## Historia
El valle ha estado habitado desde la protohistoria, como lo demuestran los restos de "castros" prerromanos presentes en Trascastro y Chano. Precisamente en Chano se pueden visitar la excavación y el centro de interpretación, con reconstrucciones de tres de las pallozas y posibilidad de visita guiada. Sin embargo, lo descubierto hasta ahora no es más que un barrio. El origen del nombre de Trascastro viene de su situación “detrás de un castro”.
El pueblo de Trascastro, y el Valle de Fornela en general, fue una zona muy castigada durante la guerra civil y la posguerra. Especialmente el pueblo de Guímara, del que cantidad de hombres, mujeres y niños fueron llevados a campos de concentración. Este periodo de represión dio lugar a personajes muy relevantes para la historia de Fornela, como Serafín Fernández “El Santeiro”, que permaneció refugiado en los montes durante años, o el médico Don Lodario Gavela, que prestaba ayuda a los fugados, y que fue asesinado por la guardia Civil.

## Evolución demográfica
| 2000 | 2001 | 2002 | 2003 | 2004 | 2005 | 2006 | 2007 | 2008 | 2009 | 2010 | 2011 |
| 74   | 69   | 64   | 61   | 60   | 56   | 55   | 47   | 47   | 46   | 42   | 38   |

## Fiestas de Nuestra Señora de la Asunción en Trascastro
El 15 de agosto tiene lugar la Romería de Trascastro, día de la Virgen de Trascastro (A Santinha) y patrona de Fornela.
En el Santuario de Trascastro, en cuyo interior destaca un retablo barroco, las gentes del valle y pueblos limítrofes se reúnen para honrar a la Santinha y a las vírgenes de Peranzanes y Chano que la acompañan estos días.
Gentes de muchas partes de España, pero sobre todo de la Comarca berciana, se acercan a ver a los Danzantes de los pueblos de Peranzanes y Chano (tradición que data de hace más de 500 años).

## Danzas
Las danzas son, sin lugar a dudas, la tradición Forniella mejor conservada, símbolo de identificación por excelencia de esta tierra y uno de los mayores motivos de orgullo para sus habitantes. Se mantienen hasta nuestros días, sin modificaciones significativas, las danzas de Guímara, Chano, Peranzanes y Trascastro.
Los Danzantes de Peranzanes y Chano danzan los días 15 y 16 de agosto respectivamente, en el santuario de Nuestra Señora la Virgen de Trascastro. Los de Guímara también danzaron en Trascastro hasta el año 1877, cuando dejaron de hacerlo por venderle los derechos a Chano por dos "cañadas" de vino. Desde aquel día hasta hoy honran a su patrón San Bartolomé (danzando tres días alrededor del 24 de agosto).
La gente de Trascastro danzaba en su aldea con motivo de la celebración de Cristo (7 de septiembre), pero desde el año 1997 danzan también el día 17 de agosto. Este cambio supuso bastantes conflictos entre la gente de Chano y Peranzanes (únicos con derecho reconocido de danzar en el santuario) y los del propio Trascastro, que veían peligrar el futuro de su danza ya que en septiembre apenas quedaban vecinos para realizarla. Después de varias asambleas y con el arbitraje del alcalde y del obispo de Astorga, llegaron finalmente al acuerdo para permitirles danzar.
Estos hechos resaltan la grandísima importancia que se les da en estas tierras a los usos y costumbres heredados de sus antepasados, así como la fuerza con la que se vive esta representación tan peculiar.
Tras la falta de una danza de Trascastro durante los años 2015 y 2016 debido a la falta de hombres voluntarios para realizarla, en 2017 se recuperó la danza con la novedosa presencia de mujeres, que lograron con su ímpetu incorporarse a la masculina tradición.

### Aspectos comunes de las cuatro Danzas
Las danzas están compuestas tradicionalmente por hombres solteros (a excepción de Guímara, donde la danza es desde hace unos años mixta. En los demás pueblos, las chicas jóvenes intentan hacerse un hueco para poder formar parte también de la danza).
El número de danzantes puede ser de doce (mínimo) que suponen los danzantes propiamente dichos o de dieciséis (máximo) incluyendo los “chaconeros” (hombres casados o de mayor edad) y “palilleros” (niños), aunque, en Guímara, también hay dos niños que hacen la función de “aguadores”.
Los tipos y roles de los danzantes son:
· 2 Jueces: Un primer juez y un segundo; el primero es el que manda en la danza (generalmente el más veterano y el encargado de sancionar al resto de danzantes en caso de incumplimiento de las normas) y el representante de la iglesia como algunos defienden.
· 2 Guías: Su función es guiar la danza colocándose en los extremos opuestos a los jueces. Tanto los jueces como los guías se caracterizan por llevar una bandera y una banda en el traje bien diferenciada.
· 4 Segundas: Colocados junto a los jueces y los guías (según la posición se nombran del 1 al 4)
· 4 Panzas: Situados en el centro de la danza, son los más novatos y su papel es el de comparsas, siendo los jueces y los guías los que dirigen las distintas evoluciones. En un principio además eran los recaderos, preparaban los almuerzos despertaban a los demás danzantes, pero esto está cayendo en desuso.
· 2 Chaconeros o Cacholas: Se encargan de mantener orden dentro y fuera de la danza, abren el camino entre la gente y si alguien interrumpe hacen uso de sus varas.
· 2 Palilleros: Colocan los palillos al lado de los danzantes y los recogen cuando son lanzados.
· 2 Aguadores: Sirven agua o vino a los danzantes antes de comenzar la parte de los palillos.
Podremos dividir la danza según los pasos que ejecuten los danzantes o bien los instrumentos que usen. En la primera parte los instrumentos son castañuelas y cuatro banderas (en Trascastro todos los danzantes llevan banderas). En la segunda dejan las banderas y todos cogen los palillos (también se llevan las castañuelas pero no se hacen sonar). Esta parte culmina con el lanzamiento de los palillos volviendo a coger las banderas y a tocar las castañuelas.
En cuanto a pasos se refiere:
· Careo: son utilizados para “andar” (ejecutado durante la procesión), éstos pueden ser simples o dobles dependiendo de la importancia del momento (por ejemplo cerca del santuario).
· Venia: Se realiza como señal de respeto, para iniciar la danza o rematarla, en el interior de la iglesia, etc. Consiste en una pequeña inclinación del cuerpo mientras se flexionan ligeramente las piernas.
· Paseo de los Segundas (con excepción en Guímara): Parte lenta solemne en la que se pasean las banderas de los guías y jueces entre los danzantes.
· Danza: Serie de pasos que varían de una Danza a otra, donde las formaciones pasan de cruces a líneas paralelas formadas cada vez en direcciones diferentes. Después de realizar estos pasos 4 veces (el danzante se sitúa nuevamente en el punto cardinal inicial) se hace una “calle” donde los danzantes se detienen un par de segundos formando paralelas por donde pasarán los chaconeros. Esta parte finaliza después de 4 calles.
· Descanso: Los danzantes se refrescan con agua y vino, y los chaconeros pasan los sombreros invitando al público a hacer la donación, los palilleros colocan los palos y recogen las banderas.
· Palillos: Parte compuesta de una sola calle, es un paso más simple y lento que el anterior, se lleva el ritmo golpeando los palillos uno contra otro y en ocasiones con los compañeros, esta parte finaliza cuando se lanzan los palillos al formar la calle.
A partir de aquí las danzas varían mucho en cada aldea, en Guímara por ejemplo hacen venias, los cuatro puntos cardinales forman la torre y rematan; en Peranzanes hacen el “Correcalles”, en Chano también hacen varias torres, y en Trascastro el “caracol”. Y así un sinfín de matices, pasos y figuras imposibles de plasmar por escrito.
El Canto o acompañamiento musical en las danzas es fundamental, corre a cargo del “tamboreteiro” que al mismo tiempo toca la “xipla” (flauta de madera que se toca con una sola mano) y el tambor (que lo toca con la otra). Las melodías en las danzas (muy similares todas ellas, aunque siempre diferentes) suelen ser muy repetitivas. Durante la ejecución de la danza es importante el silencio del público, pues es el “tamboreteiro” el que indica el cambio de pasos con unos pitidos más fuertes o débiles de la “xipla”. Este silencio se rompe con la formación de las “calles”, donde todo el mundo rompe en aplausos, vivas y en Guímara también con “trutulidos” (gritos).

### Simbología
En cuanto a la simbología, Salomé Ramón sostiene que tienen relación con lo terrestre y lo celeste, donde los números cuatro, ocho y doce tienen relación.
· El número cuatro: Se relaciona con los elementos que componen el universo (aire, tierra, agua y fuego), las estaciones, los puntos cardinales y el cuadrado (símbolo de tierra)
· El número ocho: Simboliza el octógono, paso intermedio entre el cuadrado (terrestre) y el círculo (símbolo celeste). Simboliza la reencarnación.
· El número doce se conecta con los meses del año y los signos del zodiaco.
Otro símbolo de orden cósmico serían las líneas paralelas y puede que por eso se vuelvan a formar siempre después de la ejecución de otros pasos. Por tanto estas danzas indicarían un cambio continuo del universo pero a su mismo tiempo su inmutabilidad. Tampoco se puede descartar que el uso de los palillos y la simulación de lucha que realizan los danzantes con sus parejas tengan un origen guerrero (también sostenido ya que en un principio y ahora, y que explicaría que únicamente danzasen hombres), o quizás sea más acertado pensar una postura intermedia entre ambas hipótesis, perfectamente compatibles.
Es imposible, transmitir con palabras el ambiente que se vive en la ejecución de cualquiera de las danzas, es indispensable verlas. La gente suele aprovechar los días de fiesta de los diferentes municipios para acampar en las zonas de acampada libre de Chano y Guímara y estar unos días de fiesta en Forniella.

## Recursos naturales
El Valle de Fornela es una comarca tradicional con una fuerte personalidad. Se encuentra englobada en el espacio natural de la Sierra de Ancares, cuyas características biológicas o paisajísticas le hacen gozar de especial protección, prestando especial cuidado a la conservación y mantenimiento de sus cualidades.
Predominan pizarras, calizas, filitas, areniscas y cuarcitas. El clima que presenta es el oceánico de montaña con matices mediterráneos.
La abundancia de agua hace que existan muchos riachuelos que van a parar al Río Cúa. Sus aguas cristalinas son uno de los pocos hábitats de la trucha arco iris.
En los montes crecen robles, castaños, acebos, avellanos, arándanos, hayas, tojos y abedules. Y además, muy cerca del Cuadro (Guímara), colindando con Veiga Formosa, hay una campa cenagosa donde crece el algodón de pantano (Eriophorum latifolium), un delicado junco en peligro de extinción.
La fauna es abundante y las principales especies autóctonas son jabalí, perdiz, corzo, lobo, águila real, azor, jineta, liebre, conejo, nutria, rebeco, urogallo y el oso pardo.
Recientemente toda la Sierra de Ancares ha sido declarada Reserva de la Biosfera por la Unesco.

## Economía
Sus gentes siempre se han dedicado al comercio ambulante y la arriería.
Como ha ocurrido con muchos otros pueblos de valles cercanos, los pueblos de este valle se han ido despoblando, excepto en los meses de verano, que vuelven a llenarse de la gente que en algún momento emigró. Es importante reseñar el apego de esta gente a su tierra y a sus tradiciones, muchas conservadas y otras recuperadas y revitalizadas año tras año. Esta situación es crítica para la economía local, aunque gracias al Agroturismo y a las ayudas de los organismos públicos la zona se está empezando a recuperar. Han sido muchos años de abandono. Las carreteras, el teléfono, la luz… son lujos de reciente aparición.

## Lengua
Autores como Menéndez Pidal, Ana Cano, Jesús García y García y Héctor García Gil incluyen el municipio de Peranzanes y el valle de Fornela en el límite occidental de la zona lingüística asturleonesa, apoyándose en la toponimia tradicional, el léxico y ciertos rasgos del habla. El habla local, conocida como fornelo o forniello, sería pues un dialecto leonés, con influencias del gallego, asturiano y castellano. El lingüista y poeta Dámaso Alonso a mediados del siglo XX estuvo investigando por estas tierras el lenguaje de estas gentes.
Los vendedores ambulantes de Fornela tenían una jerga propia, el burón, creado para que las personas de otras regiones no les entendiesen y así poder sacar mayor partido a su negocio. Solo era hablado por los hombres del valle y en el ámbito de trabajo. Se asemeja a otras jergas existentes en Asturias y Galicia y, como lengua de uso, desapareció en las últimas décadas del siglo XX. Cabe destacar el estudio realizado por Alejandro Álvarez López en su libro "El Burón: la jerga de los vendedores y albarderos ambulantes de Forniella", publicado en 2005.

## Gastronomía
La gastronomía de la zona se basa en la caza, la pesca, y la ganadería. Destacan principalmente las truchas, la perdiz, el conejo de monte, el jabalí, el embutido, el cabrito (plato obligado cada día 15 de agosto), el bacalao y el pulpo con cachelos. Pero sin duda alguna, los platos estrella de esta zona son el caldo de berzas y el botillo, un producto cárnico elaborado con piezas troceadas procedentes del despiece del cerdo, condimentadas y embutidas, que luego es ahumado y semicurado.

Como postre, destacan los feixuelos o buñuelos. Otros dulces que podemos encontrar son la miel(en la zona también se practica la apicultura), leche frita, el requesón, las castañas asadas y las fihuelas, una especie de fayuelo hecho con sangre de cerdo.
- Portal:Rural. Contenido relacionado con Rural.